# CANT Z.506 Airone
CANT Z.506 Айроне («Чапля» італ. CANT Z.506 «Airone») — італійський поплавковий гідролітак — морський розвідник, бомбардувальник та торпедоносець, тримоторний моноплан дерев'яної конструкції. Розроблений конструкторами фірми CRDA під керівництвом Філіппо Дзаппата. Перший політ літак здійснив 19 серпня 1935 року, прийнятий на озброєння Regia Aeronautica у червні 1938 року.

## Історія створення

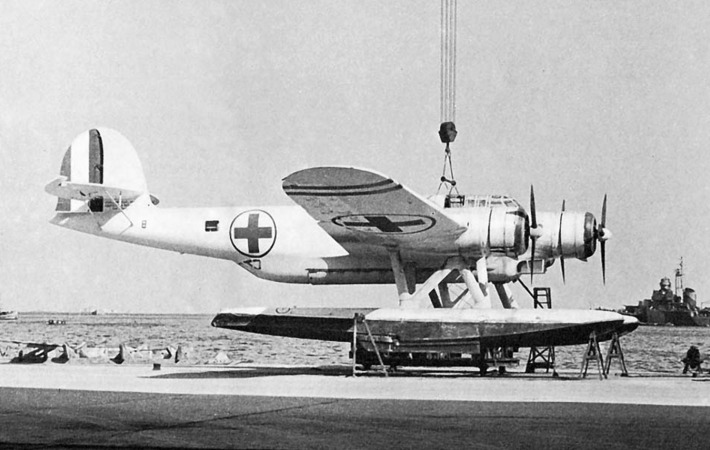
Італійський цивільний Z.506C спускають на воду в порту Неаполя. Весна 1943 року.

Фірма CRDA ще з 1934 року розробляла поплавковий літак для цивільних задач (пошук і порятунок на морі) з власної ініціативи. Сконструйований під керівництвом Філіппо Дзаппата літак був тримоторним дерев'яним низькопланом з однокілевим оперенням. Перший прототип Z.506A піднявся в повітря ще в серпні 1935 року, а в липні наступного року перші літаки надійшли на цивільну службу.
Новий літак зацікавив воєнних і без виготовлення прототипу було зроблено замовлення на 32 літаки які отримали позначення Z.506B. Для цього довелось серйозно переробити фюзеляж, який отримав велику гондолу знизу по суті ставши середньопланом. Велика гондола була необхідна для розміщення бомбардира, бомбового відсіку і захисного озброєння. Перший літак воєнної модифікації піднявся в повітря 28 вересня 1937 року, а саме виробництво продовжувалось аж до січня 1943 року. Загалом було виготовлено 315 літаків для воєнних потреб, ще 38 для цивільних.

## Модифікації

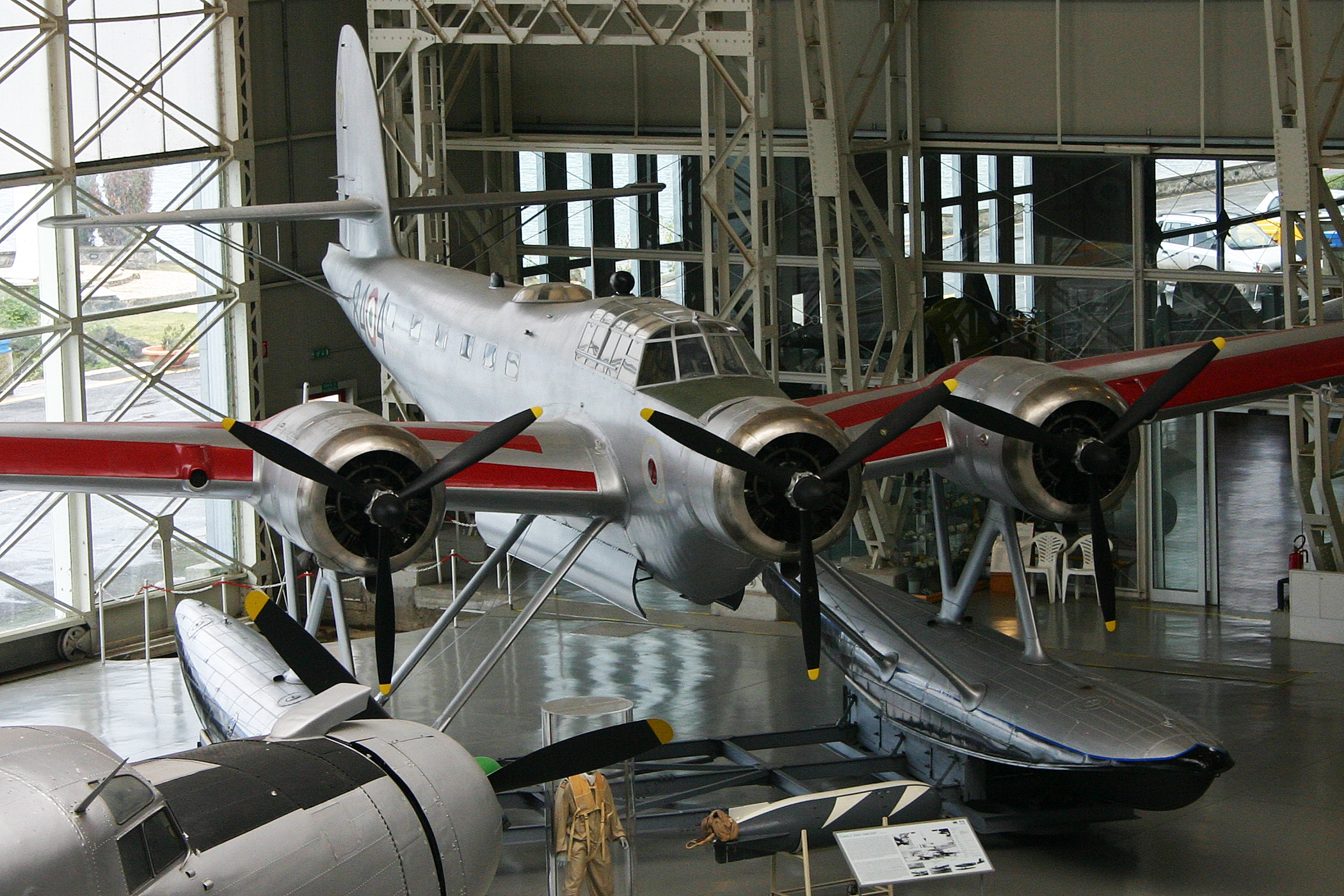
Z.506S

- Z.506A — пасажирський гідролітак здатний перевозити до 14 пасажирів.
- Z.506B — воєнна модифікація з 9 циліндровими двигунами повітряного охолодження Alfa Romeo 126 RC.34 потужністю 750 к.с. Захисне озброєння складалось з 12,7 мм кулемета в верхній турелі й 7,7 мм кулемета в нижній. В процесі виробництва дуло додано ще два 7,7 мм кулемети для бокового обстрілу. Маса бомбового навантаження — до 1200 кг. Екіпаж — 5 осіб.
- Z.506C — цивільний варіант
- Z.506S — неозброєний розвідувальний і пошуково-рятувальний літак для військових потреб. Виготовлено 44 літаки, ще частина перероблялась з Z.506B.

## Тактико-технічні характеристики
Наведені нижче характеристики відповідають модифікації Z.506B Serie III:
Джерело: Zorini, D., 1997.

### Технічні характеристики
- Екіпаж: 5 осіб (два пілоти, бортрадист, бомбардир, стрілець)
- Довжина: 19,45 м
- Висота: 7,465 м
- Розмах крила: 26,5 м
- Площа крила: 92,8 м ²
- Маса порожнього: 8300 кг
- Максимальна злітна маса: 12 300 кг
- Навантаження на крило: 132,5 кг/м ² (при нормальній злітній масі)
- Двигун: 3 × Alfa Romeo 126 RC.34
- Потужність: 3 × 780 к. с.
- Питома потужність: 140 Вт/кг (при нормальній злітній масі)
- Повітряний гвинт: трилопатевий Alfa Romeo

### Льотні характеристики
- Максимальна швидкість: 373 км/год на висоті 4000 м
- Крейсерська швидкість: 313 км/год на висоті 4000 м
- Швидкість звалювання: 121 км/год
- Практична дальність: 2000 км
- Практична стеля: 7870 м
- Час підйому: на 4000 м за 14 хв 6 с
- Швидкопідйомність: 3,5 м/c

### Озброєння

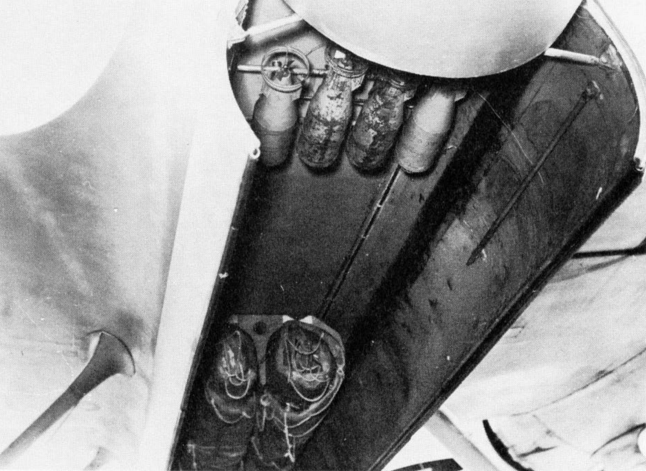
Бомбовий відсік Z.506B

- Кулеметне:
  - 1 × 12,7 мм кулемет Breda-SAFAT у верхнефюзеляжній точці
  - 3 × 7,7 мм кулемета Breda-SAFAT у бокових вікнах і один в нижньофюзеляжній точці
- Бомбове навантаження:
  - 4 × 160 кг і 3 × 100 кг або
  - 2 × 250 кг і 3 × 100 кг або
  - 2 × 500 кг або
  - 1 × 450 мм 800 кг торпеда

## Історія використання

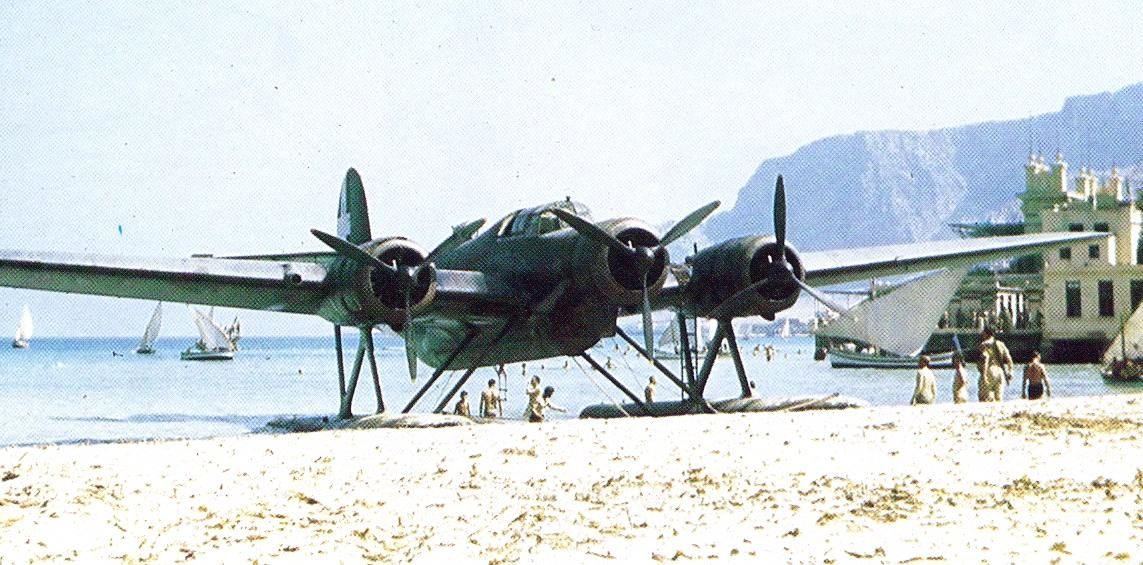
Захоплений союзниками на Сицилії Z.506B. Листопад 1943 року.

В італійських ВПС перші Z.506B надійшли в морські бомбардувальні загони — 31-й і 35-й стормо, а до вступу Італії в війну Z.506B також стояли на озброєнні в чотирьох розвідувальних ескадрильях. Перші бойові вильоти проти французьких сил у Франції й Тунісі були доволі успішними, оскільки ворожа авіація була майже відсутня, і тільки 17 червня перший Z.506B був збитий винищувачем над Бізертою.
Після капітуляції Франції морська авіація Італії переключилась на боротьбу з британським флотом в Середземному морі. Зокрема 9-11 липня 31-й і 35-й стормо залучались до атак на британські конвої що прямували до Мальти. Але вони виявились найменш захищеними й найбільш повільними серед італійських літаків і не були ефективними, тому їх почали використовувати для розвідки.
Як бомбардувальники Z.506B використовувались під час грецької кампанії в складі 35-го стормо. 2 листопада вони бомбили об'єкти на острові Корфу. Пізніше вони використовувались для позначення цілей для інших бомбардувальників. Але втрати були великими й на початку 1941 року, одну з груп 35-го стормо було пересаджено на CANT Z.1007, а всі вцілілі Z.506B передано іншій групі, яка станом на 5 квітня мала 12 літаків цього типу. 6 квітня вони бомбили континентальну Грецію, а в травні здійснювали нальоти на Крит. Зрідка здійснювали нічні нальоти на Єгипет.
Але восени 1941 року їх всіх було переведено на розвідку і пошуково-рятувальні операції. І в цій ролі Z.506 використовувався Італією аж до осені 1958 року.
В серпні 1938 року 4 літаки Z.506B було передано Іспанії. Вони базувались на балеарських островах і здійснювали нальоти на прибережні міста, а також розвідувальні місії. За війну було втрачено тільки один літак, а інші три успішно використовувались до 1943 року.
В 1938 році 6 Z.506B замовила Польща. Перший літак надійшов практично за декілька днів до початку Другої світової, але був знищений в перші дні бомбардувань так і не здійснивши жодного вильоту. Інші літаки вже не були доставлені.
Після капітуляції Італії деякі Z.506B і Z.506S були захоплені німцями й ввійшли в склад Люфтваффе, де теж виконували роль патрульних і рятувальних літаків.
Ще три трофейні Z.506 використовували ВПС Британії як транспортні.